# Трительники (зупинний пункт)
Трительники — пасажирський залізничний зупинний пункт Жмеринської дирекції Південно-Західної залізниці на електрифікованій лінії Гречани — Волочиськ між зупинними пунктами Баглаї (3 км) та Криштопівка (4 км). Відстань до станції Гречани — 30 км. Розташована поблизу села Трительники Хмельницького району Хмельницької області.

## Історія
Зупинний пункт відкритий 1951 року.

## Пасажирське сполучення
На платформі Трительники зупиняються приміські електропоїзди сполученням Хмельницький — Підволочиськ.